# 交野市立長宝寺小学校
交野市立長宝寺小学校（かたのしりつ ちょうほうじしょうがっこう）は、大阪府交野市郡津一丁目にかつて存在した公立小学校。略称は長小。2022年3月31日をもって交野小学校との統合により閉校したが2022年4月1日から2025年3月31日まで長宝寺小学校の校舎を再利用して交野小学校と長宝寺小学校を合併した交野市立交野みらい小学校となった。 本記事では長宝寺小学校だけでなく交野みらい小学校についても後述する。
長宝寺小学校は交野市で7番目の小学校として、1975年に交野市立交野小学校および交野市立郡津小学校より分離開校した。交野市教育センターが校内に併設されている。
校名は、古代にこの地にあった長宝寺に由来する。長宝寺は交野郡衙に隣接して設置され、郡衙につとめる役人を教育する機関としての役割も持っていたと考えられていることから、校名を採用した。
PTAのOB会があり、名称は｢みのり会｣。

## 沿革
- 1975年4月1日 - 交野市立長宝寺小学校として、現在地に開校。
- 1975年5月20日 - 校章制定
- 1975年6月30日 - プール完成
- 1975年7月15日 - 屋内体育館完成
- 1975年9月10日 - 校旗制定
- 1976年3月1日 - 校歌制定
- 1977年7月1日 - 教材観察池完成
- 1987年4月1日 - 交野市教育センターを校内に併設。
- 1990年4月1日 - 留守家庭児童会を校内に併設。
- 1995年9月 - ランチルーム開設
- 1996年9月 - コンピュータ室開設
- 2012年 -マスコット制定　｢ミラクルセブン｣と命名

長宝寺小学校校章

- 2022年小中一貫教育のために、交野市立交野小学校解体開始。交野小学校の児童は、本校で学校生活を始め、本校の名称が交野みらい小学校になる。
- 2025年交野小学校跡地に交野みらい学園が開校。本校が閉校。

## 交野市立交野みらい小学校
交野市立交野みらい小学校は、長宝寺小学校の校舎を再利用した交野小学校と長宝寺小学校を併合した小学校であった。
老朽化が進んでいた交野小学校跡地に交野みらい学園を建設することになり交野小学校廃校から交野みらい学園開校までの3年間のみの小学校となった。
校章や校歌は交野みらい小学校の開校時から交野みらい学園のものが使用され校名も学園が小学校であること以外は同じ名前が使用された。

## 校章
長宝寺小学校の頭文字である「ち」と、交野市で七番目に設立された小学校であることを表す校章になっている。さらに三本の矢が記されており、子供達が学びによって上へ伸びていくことを上方向の矢、友達や先生と協力し合って育つという横のつながりを左右の矢が表している。

## 名前の由来

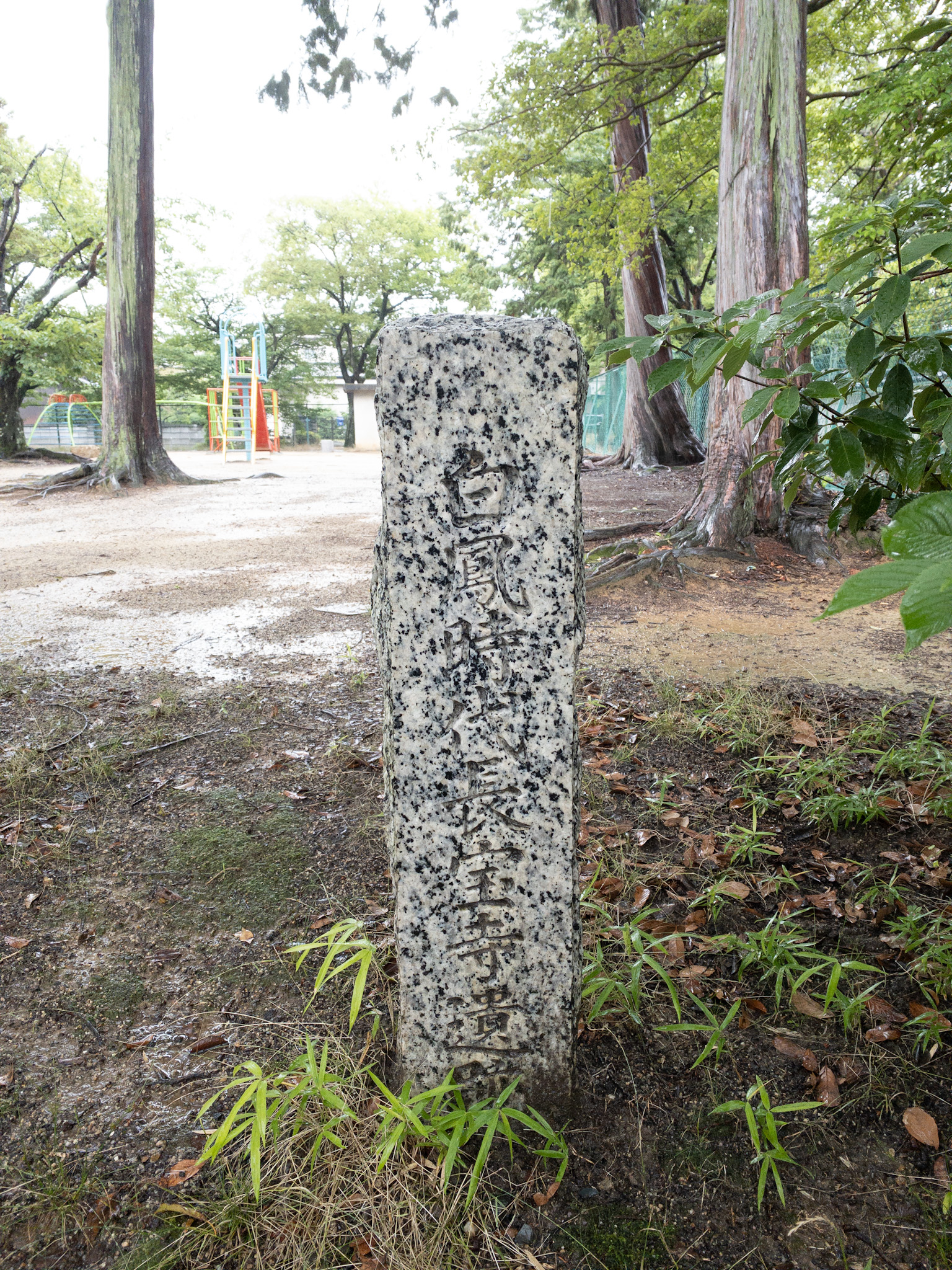
白鳳時代長宝寺跡

白鳳時代、役所である交野郡衙の周辺に長宝寺と呼ばれる交野市最古の寺が建てられた。長宝寺は僧侶になるための修行の場ではなく、当時の学問施設である寺子屋が開かれていたという。村人の子供達や郡衙に勤める役人が、教育の場としてこの寺を利用していた。長宝寺小学校が建てられる際、子供達が勉強に励み、健やかに育つことを願って、立派なこの寺の名前をつけたことが校名の由来となっている。
しかし、長宝寺は鎌倉期に焼失し、廃寺したため寺の形は残っていない。現在は「白鳳時代長宝寺遺跡」碑として、長宝寺小学校のすぐ近くにある郡津神社境内に石碑が建てられている。

## 通学区域

### 長宝寺小学校時代
- 交野市 私部4丁目、私部西1丁目10番～32番、梅が枝、郡津1丁目37番～43番

### 交野みらい小学校時代
- 交野市 私部、私部西、梅が枝、郡津1丁目37番～43番、私部南1丁目-4丁目、青山1丁目-5丁目、向井田1丁目-3丁目

卒業生は基本的に交野市立第一中学校に進学する。

## 交通
- 京阪交野線 交野市駅 北へ約900m。
- 京阪交野線 郡津駅 南東へ約1km。